# 1433
1433 је била проста година.

## Рођења
- Википедија:Непознат датум — Франческо Колона, италијански доминикански свештеник (умро 1527)